# George Holland
George Holland   (Fresno, 6 de juny de 1965) és un antic pilot professional de motocròs nord-americà. Va competir als Campionats AMA entre el 1981 i el 1989 i en va guanyar un títol de motocròs, concretament el de 125cc de 1988.